# Bitwa o Białą
Bitwa o Białą – jedno ze starć Armii Czerwonej ze znajdującym się w odwrocie niemieckim Wehrmachtem, prowadzone w ramach operacji górnośląskiej.

## Przebieg walk
Armia Czerwona podeszła pod Białą 17 marca 1945 roku. Wojska niemieckie przeprowadziły ostrzał artyleryjski zbliżających się Sowietów, w wyniku którego ciężko ranny został przebywający na punkcie obserwacyjnym 17 brygady zmechanizowanej Wasilij Orłow, dwa dni później w wyniku odniesionych ran zmarł w szpitalu polowym w Lwówku Śląskim.
Wieczorem 18 marca 1945 10 Gwardyjski Korpus Pancerny pod dowództwem generała Jewtichija Biełowa i 7 Korpus Zmechanizowany Gwardii pod dowództwem generała Iwana Korczagina wycofały się z Prudnika w celu zaatakowania Białej. Biełow rozpoczął swój atak od południa, z Dobroszewic, natomiast Korczagin zaatakował od wschodu, z Solca.
Oddziały niemieckie zostały szybko wyparte. W walkach o miasto zginęło 137 żołnierzy radzieckich. Na miejscu ich pierwotnego pochówku na Placu Zamkowym postawiono Pomnik Wdzięczności Armii Czerwonej. W wyniku walk została spalona wschodnia pierzeja Rynku z ratuszem.

## Siły ZSRR
- 21 Armia
  - 117 Korpus Armijny

- 4 Gwardyjska Armia Pancerna
  - 10 Gwardyjski Korpus Pancerny
  - 7 Korpus Zmechanizowany Gwardii